# Hermann Wendland

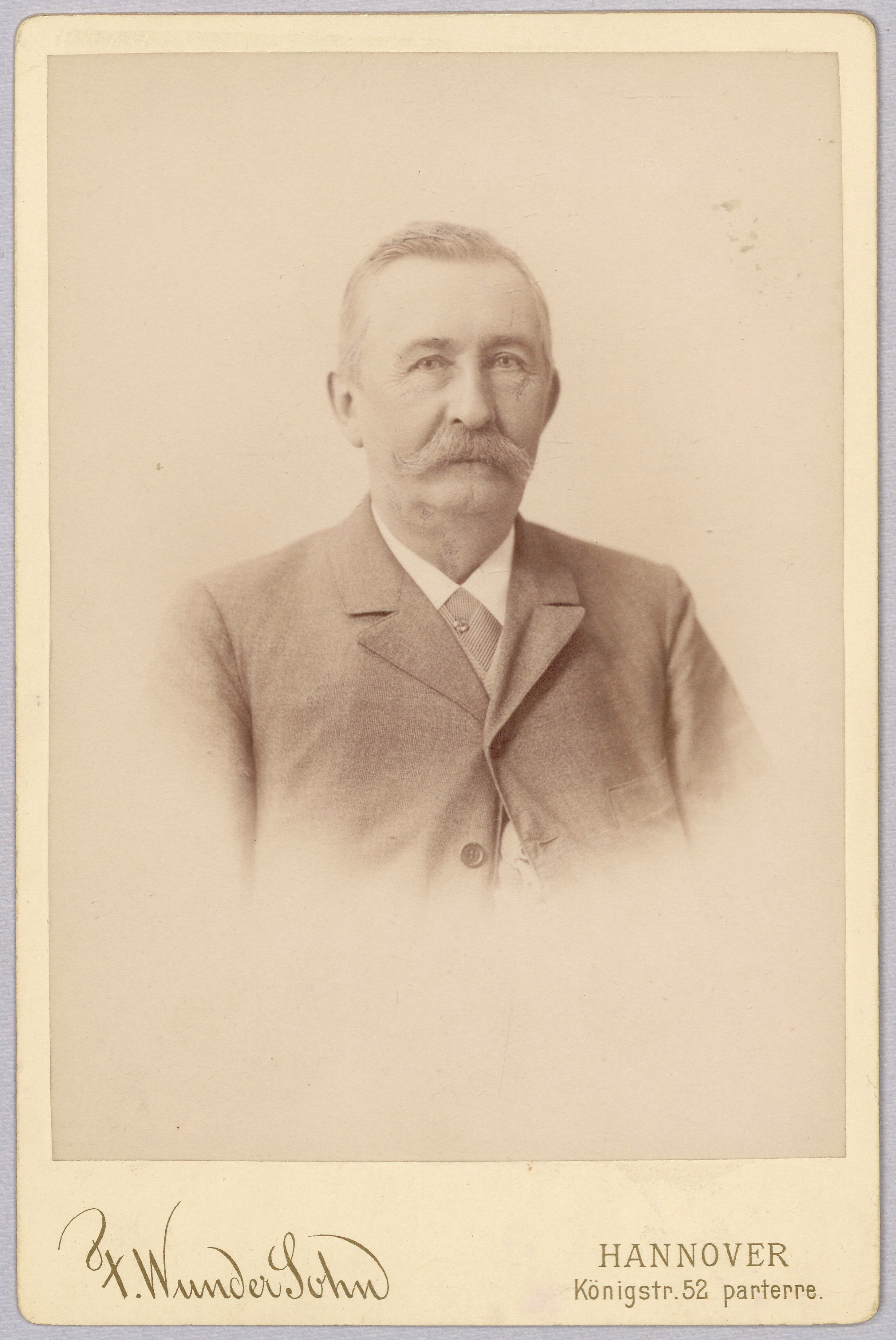
Hofgartendirektor Hermann Wendland im Alter von etwa 70 Jahren;
Kabinettfotografie um 1896 von Otto Wunder im Atelier Königstraße 52; Sammlung Königliche Gartenbibliothek Herrenhausen – Nachlass der Hofgärtnerfamilie Wendland, heute in der Gottfried Wilhelm Leibniz Bibliothek – Niedersächsische Landesbibliothek

Hermann Wendland (* 1. Oktober 1825 in Hannover-Herrenhausen; † 12. Januar 1903 in Hannover) war ein deutscher Botaniker, Hofgartendirektor der Herrenhäuser Gärten und Autor. Nach ihm wurden mehrere Palmen benannt, zudem führte er das Usambaraveilchen auf dem Festland Europas ein. Sein offizielles botanisches Autorenkürzel lautet „H. Wendl.“

## Leben
Der zur Zeit des Königreichs Hannover im Jahr 1825 in Herrenhausen geborene Sohn entstammte einer altangesehenen Botaniker- und Gärtnerfamilie. Er war Sohn des Königlichen Hofgarteninspektors Heinrich Ludolph Wendland.
Nachdem er von 1841 bis 1845 in Herrenhausen eine Gärtnerlehre durchlaufen hatte, studierte er Botanik an der Georg-August-Universität in Göttingen. Ab 1846 wirkte er kurzzeitig im Botanischen Garten in Berlin sowie in Wien am Schloss Schönbrunn.
Ab 1847 unternahm er verschiedenen Studienreisen durch Europa und arbeitete währenddessen unter anderem in Tirol, Belgien, in England unter anderem in den Royal Botanic Gardens (Kew) in London und besuchte Schottland und Frankreich.
1857 bis 1858 nahm Wendland an einer Sammelreise nach Zentralamerika teil. Nach seiner Rückkehr wurde er 1859 – noch unter König Georg V. von Hannover – zum Hofgärtner in Herrenhausen ernannt. 1869 trat er die Nachfolge seines Vaters an, wirkte zuletzt als Hofgartendirektor.
Unter Wendland wurde in den Jahren 1879 bis 1880 im Berggarten das Große Palmenhaus nach Plänen des Architekten Richard Auhagen errichtet.
Hermann Wendland war ein anerkannter Experte für Palmengewächse und züchtete eine der weltweit größten Palmensammlungen in dem seinerzeit größten Palmenhaus Europas in den Herrenhäuser Gärten. Schon auf seiner Forschungsreise 1856/57 durch Mittelamerika hatte er mehrere Palmenarten gesammelt. Er beschrieb und benannte über 130 Arten.
Insgesamt beschrieb Wendland 373 Pflanzenarten.

## Ehrungen
Die Palmengattung Wendlandiella ist nach ihm benannt. Auch sind viele Arten aus der Familie der Palmengewächse später nach ihm benannt worden. Auch eine Reihe von anderen, heute bekannten und verbreiteten Arten sind von ihm bekannt gemacht worden. Dazu zählen die Flamingo-Blume und das Usambara-Veilchen.

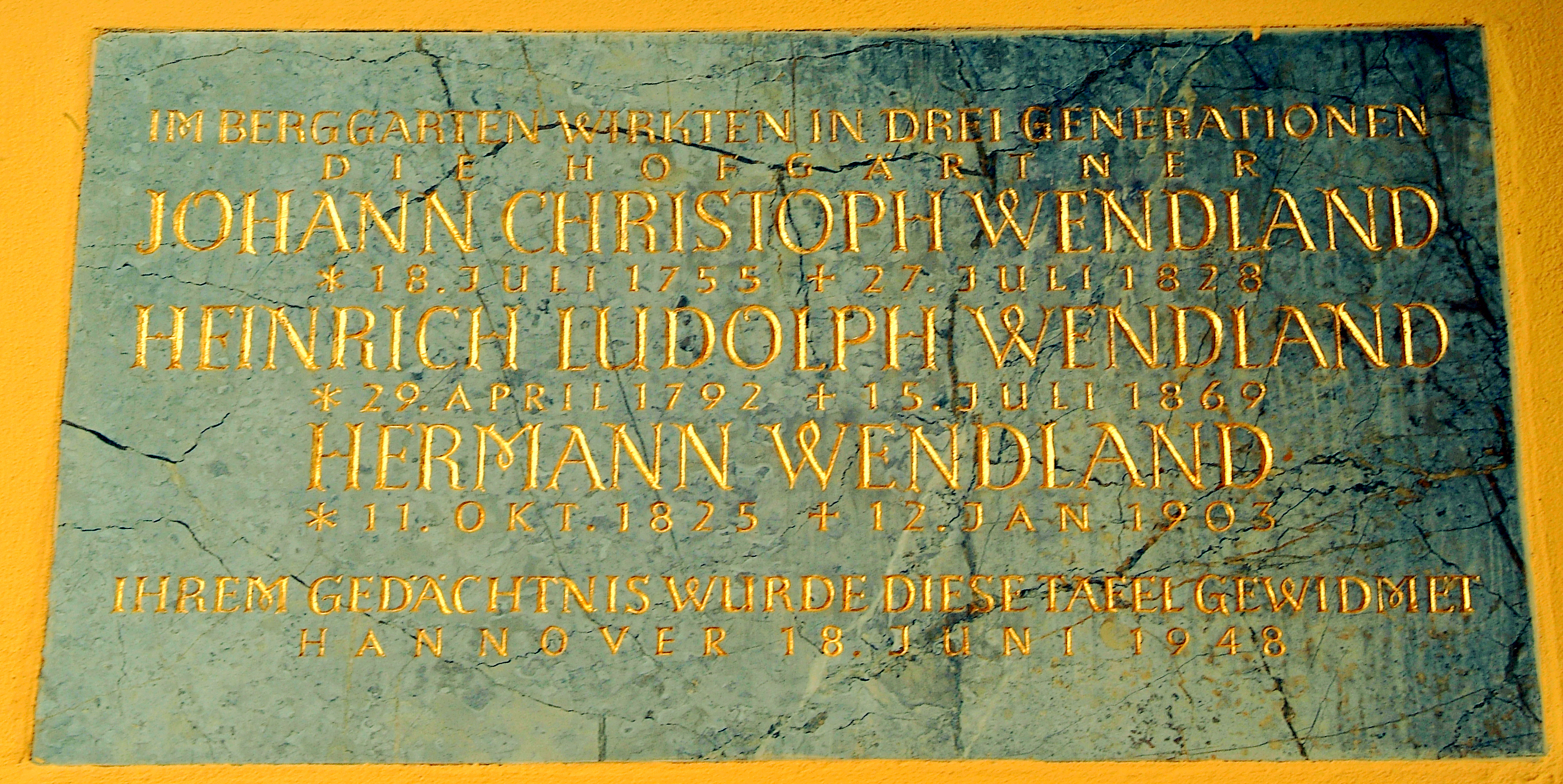
Gedenktafel für die Familien Wendland, 1948 angebracht am Bibliothekspavillon vor dem Berggarten

## Werke
Hermann Wendland schrieb eine Reihe botanischer Schriften, insbesondere über Palmen, sowie
- Die Königlichen Gärten zu Herrenhausen bei Hannover, Hannover 1852[3]
- Index palmarum, cyclanthearum, pandanearum, cycadearum, quae in hortis europaeis coluntur, Hannover 1854[3]
- Eine neue Palmengattung. In: Botanische Zeitung. Band 16, Nr. 21, 21. Mai 1858, S. 145 (biodiversitylibrary.org).